# Susovan Sonu Roy

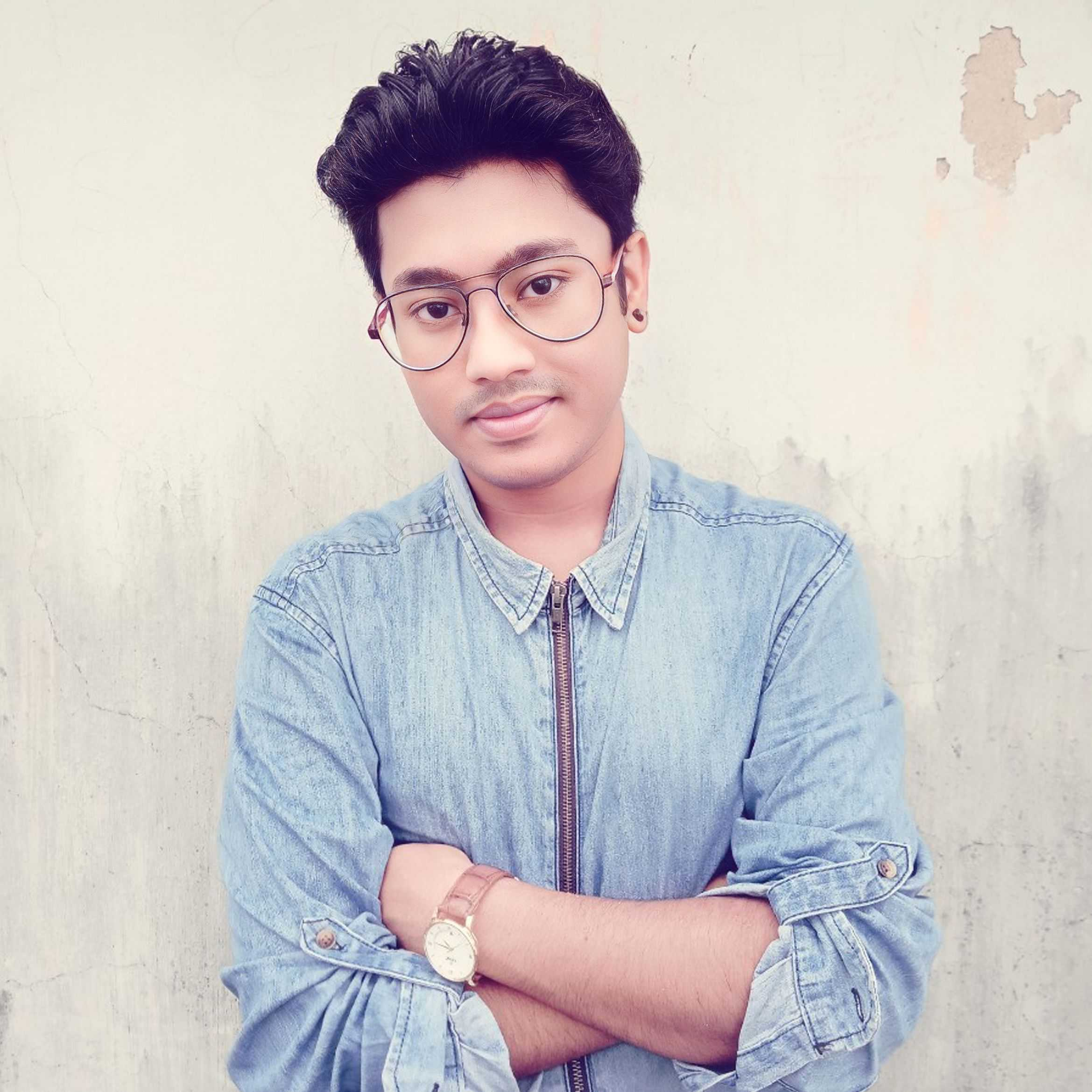
Susovan Sonu Roy (2024)

Susovan Sonu Roy (Hindi सुशोभन सोनू राय; bengalisch সুশোভন সোনু রায়; anhörenⓘ; * 19. Juli 1994 in Haora, Westbengalen) ist ein indischer Schauspieler.
Er wuchs in Guwahati und Kalkutta auf und studierte in Kalkutta an der Hochschule Dum Dum Motijheel Rabindra Mahavidyalaya, die zur West Bengal State University gehört. Nach seinem Abschluss 2017 trat er als Tänzer auf.
Als Schauspieler hatte er ab 2019 Auftritte in westbengalischen Fernsehserien. Seinen ersten Auftritt hatte er in der Serie Anandamoyee Maa von Regisseur Debidas Bhattacharya, die eine Geschichte aus der bengalischen Mythologie erzählte. Dort spielte er einen Anhänger Vishnus. Die Serie wurde in der Fernsehstation Aakash Ath ausgestrahlt. Danach folgte Jamuna Dhaki, eine romantische Drama-Serie, die von 2020 bis 2022 lief, zuerst auf Zee Bangla, dann auf ZEE5, in der er einen Nachbarn spielte. Als Nächstes folgten Auftritte in der Serie Mohor, einer Serie über eine Studentin, die seit 2019 auf Star Jalsha läuft sowie auf Disney+ Hotstar. In der Seifenoper Kora Pakhi, die seit 2020 auf Star Jalsha läuft sowie auf Disney+ Hotstar, spielte er in elf Folgen einen Reporter. Susovan hat neben der Schauspielerei auch das Modeln betrieben und für verschiedene regionale und nationale Marken gemodelt.

## Filmografie (Auswahl)
- 2019: Anandamoyee Maa
- 2020: Jamuna Dhaki
- 2020: Titli
- 2020: Mohor
- 2020: Kora Pakhi
- 2021: Khelagor